# 塞尔科特站
塞尔科特站是法国的一个铁路车站，位于法国卢瓦雷省市镇塞尔科特。

## 位置
塞尔科特站位于塞尔科特市区的东部，巴黎－波尔多铁路112.081公里处，距离奥尔良大约13.4公里。车站大致呈南北走向，开口朝西。
塞尔科特站是一个无人看守的乘降所，在该站上车的乘客需提前购票或使用通勤卡。
塞尔科特站以东留有法国航空火车（法語：Aérotrain）的轨道遗址，该轨道建于二十世纪60年代，为喷气式高速铁路的实验段，后因技术原因而放弃。

## 站台设置
| 西↑ |      |             | 主站房 |
|     | 侧式 |             |        |
|     |      | 巴黎方向→   |        |
|     |      |             |        |
|     |      |             |        |
|     |      | ←奥尔良方向 |        |
|     | 侧式 |             |        |
| 东↓ |      |             |        |

## 停靠线路
以下列车线路在塞尔科特站停靠：
| 塞尔科特站列车线路表 |                         |        |          |              |
| 线路                 | 车种                    | 上一站 | 下一站   | 大致运行频率 |
| 巴黎—奥尔良          | TER Centre-Val-de-Loire | 舍维伊 | 莱索布赖 | 每天5趟左右  |
| 1.                   |                         |        |          |              |

## 配套交通

### 长途客车线路
塞尔科特站附近暂无常规的大巴车客运线路，仅每周三中午有一班校车由莱索布赖开往图里的校车。此外，当附近铁路线施工或罢工时，SNCF可能也会提供途径该线路沿途站点的大巴车。

### 城市公共交通
塞尔科特站附近暂无城市公共交通线路。

### 社会车辆
塞尔科特站门口设有社会车辆停车场。

## 临近车站
| 塞尔科特站（Gare de Cercottes） |                  |                    |
| 上行车站                        | 线路             | 下行车站           |
| 舍维伊站 4.5km ←                | 巴黎－波尔多铁路 | 莱索布赖站 → 6.8km |
| - 本表仅显示运营中的线路及车站  |                  |                    |